# 荊襄總督
荊襄總督，是明朝成化年間臨時設立的總督職位。由右都御史項忠擔任總督一職。

## 概述
- 成化六年十一月，為鎮壓荊襄等地李原率领流民起義而設立，轄區包括河南布政使司及湖廣的荊州府、襄陽府。
- 成化七年，因平定結束，而改巡撫治理。